# Соединённые Штаты против книги, именуемой «Улисс»
Соединённые Штаты против книги, именуемой «Улисс» (англ. United States v. One Book Called Ulysses) — судебный иск 1933 года, рассматривавшийся в Федеральном окружном суде США округа Нью-Йорк и касавшийся свободы слова. Согласно иску, книга «Улисс» Джеймса Джойса была нецензурной; судья Джон Вулзи (John M. Woolsey) принял решение, согласно которому это не так, чем фактически открыл дорогу ряду серьёзных произведений литературы, использующих обсценную лексику или касавшуюся вопросов секса. Решение, согласно которому обсценные выражения в литературном произведении не являются порнографическими, если они не имеют целью возбуждение похоти, было подтверждено в апелляционном суде.

## Предыстория
Джеймс Джойс опубликовал свой знаменитый роман в 1922 году. Перед публикацией отдельные отрывки печатались в чикагском журнале The Little Review; в частности, был опубликован «эпизод Навсикаи», описывающий сцену мастурбации, и экземпляры журнала с этой главой были разосланы потенциальным подписчикам. Сцену прочла девушка неизвестного возраста, которая была потрясена; была подана жалоба прокурору Манхэттена. Журнал можно было приобрести в книжных магазинах Нью-Йорка, и его издатели содержали в городе офис, что позволило рассматривать в Нью-Йорке дело. Издатели Маргарет Каролин Андерсон и Джейн Хип не могли утверждать, что глава вырвана из контекста, так как была напечатана только она; они были признаны виновными и оштрафованы, что привело к отказу от публикации «Улисса» в США в последующие 10 лет.
В 1933 году обладатель прав на публикацию в США издательство Random House решило устроить пробный иск для того, чтобы бросить вызов неявному запрету и в итоге опубликовать книгу, не боясь суда. Было привезено французское издание, и таможню заранее предупредили о её прибытии; таможня, впрочем, сначала отказывалась конфисковывать книгу. Прокурору Соединённых Штатов потребовалось семь месяцев до принятия решения о дальнейших действиях: книга была признана шедевром, но вместе с тем — непристойной литературой. Были применены положения Тарифного закона 1930 года, что позволило предъявить иск о конфискации и уничтожении экземпляра.

## Иск
Конфискация была оспорена в Окружном суде Нью-Йорка. США, действуя как истец, подали иск in rem против самой книги, а не против её автора или импортёра — по процедуре, о которой ранее просил Моррис Эрнст, адвокат издательства, в то время, как законопроект проходил через Конгресс. Соединённые Штаты утверждали, что работа является непристойной, поэтому не может быть импортирована и подлежит конфискации и уничтожению. Random House, в качестве истца и ответчика, утверждали, что книга не непристойна и охраняется Первой поправкой к Конституции США, которая защищает свободу слова. Как такового суда не было; стороны объявляли свою позицию, чтобы понять мотивы друг друга.
Адвокат Эрнст позже вспоминал, что в книге были и обсценная лексика, и неуважение к католической церкви, и поднятие на поверхность грубых мыслей, обычно подавляемых; поэтому его защита концентрировалась на том, чтобы преуменьшить потенциально оскорбительные стороны романа и подчеркнуть художественную целостность и серьёзность, указать, что это классический литературный труд.
Судья признал «удивительный успех» использованной техники потока сознания и согласился с тем, что автор честно передавал мысли своих героев. «[В] отношении периодического появления темы секса в умах персонажей [Джойса] следует всегда помнить, что его язык был — кельтский, и его сезоном была весна». Из этого следовало, что книга не была написана с порнографическими намерениями, однако она была порнографической с точки зрения закона. Порнография по определению должна вызывать сексуальное возбуждение, но судья отметил, что книга такого эффекта не имеет, и в некоторых случаях она более близка к рвотному, чем к афродизиаку. Следовательно, «Улисс» не непристоен и может быть принят в Соединённых Штатах .
Через несколько минут после того, как он узнал о решении, Беннет Серф из Random House поручил наборщикам начать работу над книгой. Сто экземпляров было опубликовано в январе 1934 года для получения авторских прав в США. Это было первое легальное издание произведения в англоязычной стране.
Решение было телеграфировано Джойсу в Париж; тот, признавая успех, саркастично высказывался, что в Ирландии книга не увидит свет без цензуры ещё тысячу лет (в действительности первая британская публикация случилась в 1936 году).
После судебного решения последовали апелляции, но результат был подтверждён.

## Значение
Решение судов обеих инстанций в целом постановило, что:
1. должна рассматриваться вся работа целиком, а не её отрывки;
2. должно рассматриваться влияние на среднего человека, а не на впечатлительного;
3. рассмотрение должно идти с точки зрения стандартов современного общества[14].

Эти принципы в конечном счёте вошли в прецедентную практику Верховного суда США.